# Tribute to REBECCA DREAM DISCOVERY
『tribute to REBECCA DREAM DISCOVERY』（トリビュート・トゥ・レベッカ ドリーム・ディスカバリー）は、日本のロックバンド、レベッカのトリビュート・アルバム。
1999年11月10日にワーナーミュージック・ジャパン/DREAM MACHINEからリリース（規格品番：HDCA-10016）。

## 内容
12組の女性歌手によるレベッカの楽曲のカバーを収録。1曲目の広末涼子のみ詩の朗読となっている。

## 収録曲
全作詞：NOKKO（特記以外）
全作曲：土橋安騎夫
1. Maybe Tomorrow(recitation version) / 広末涼子（2：38）[2]
  - 編曲：ジョー・リノイエ/ハリー細谷/鈴川真樹
2. Love Passion / 全日本女子プロバンド[注 1]（4：42）[2]
  - 作詞：宮原芽映
  - 編曲：全日本女子プロバンド
3. one more kiss / 猫沢エミ（4：56）[2]
  - 編曲：猫沢エミ・CATFOODS
4. フレンズ / Jungle Smile（4：24）[2]
  - 編曲：吉田ゐさお
5. 真夏の雨 / 辛島美登里（5：22））[2]
  - 編曲：FK.MA
6. MOON / 久宝留理子（5：20）[2]
  - 編曲：白井良明
7. 76th STAR / SHINO-娘[注 2]（4：08）[2]
  - 作詞：沢ちひろ・NOKKO　
  - 編曲：吉田建
  - ドラムス：篠原ともえ
8. Super Girl / チェキッ娘（4：03）[2]
  - 編曲：吉俣良
9. London Boy / 佐々木ゆう子（4：51）[2]
  - 作詞：沢ちひろ
  - 編曲：田中花乃
10. 蜃気楼 / 高橋洋子（5：35）[2]
  - 編曲：福岡ユタカ
11. 瞳を閉じて / Patty's Oblien（4：06）[2]
  - 編曲：小倉信二
12. Maybe Tomorrow / 沢田知可子（5：19）[2]
  - 編曲：小野沢篤